# 9385 Avignon
9385 Avignon este o planetă minoră (asteroid), cu un diametru de 13,093 km, din centura de asteroizi. A fost descoperită pe 9 octombrie 1993 la Observatorul European Austral de Eric Walter Elst și a fost numită după Avignon. 
Obiectul prezintă o orbită caracterizată de o semiaxă mare de 3,1462704 UAi, o excentricitate de 0,25, o înclinație de 14,47746 ° în raport cu ecliptica.